# Óscar López
Óscar López Vázquez (Medellín, 1939. április 2. – Cali, 2005. december 20.)  kolumbiai válogatott labdarúgó.

## Pályafutása

### Klubcsapatban
1961 és 1962 között az Once Caldas játékosa volt. 1963-ban a Deportivo Cali csapatához került, ahol egészen 1975-ig játszott. A Deportivo színeiben öt alkalommal nyerte meg a kolumbiai bajnokságot.

### A válogatottban
1961 és 1972 között 28 alkalommal szerepelt a kolumbiai válogatottban. Részt vett az 1962-es világbajnokságon és az 1963-as Dél-amerikai bajnokságon.

## Sikerei
Deportivo Cali
- Kolumbiai bajnok (5): 1965, 1967, 1969, 1970, 1974

## Külső hivatkozások
- Óscar López adatlapja a National-Football-Teams.com oldalon (angolul)

- Óscar López (portugál nyelven). zerozero.pt